# Sārī Tappeh
Sārī Tappeh (persiska: ساری‌تپه, Sardābeh) är en ort i Iran.   Den ligger i provinsen Östazarbaijan, i den nordvästra delen av landet, 600 km nordväst om huvudstaden Teheran. Sārī Tappeh ligger 1 366 meter över havet och antalet invånare är 461.
Terrängen runt Sārī Tappeh är kuperad norrut, men söderut är den platt.Runt Sārī Tappeh är det ganska tätbefolkat, med 70 invånare per kvadratkilometer. Närmaste större samhälle är Marand, 8,9 km söder om Sārī Tappeh. Trakten runt Sārī Tappeh består i huvudsak av gräsmarker.